# Xenia Zadorina
Xenia Zadorina (Rusia, 2 de marzo de 1987) es una atleta rusa especializada en la prueba de 4x400 m, en la que consiguió ser subcampeona europea en pista cubierta en 2013.

## Carrera deportiva
En el Campeonato Europeo de Atletismo en Pista Cubierta de 2013 ganó la medalla de plata en los relevos de 4x400 metros, con un tiempo de 3:28.18 segundos, tras Reino Unido y por delante de la República Checa (bronce).